# Collonges (Szwajcaria)
Collonges – miejscowość i gmina (commune) w południowej Szwajcarii, w kantonie Valais, w okręgu (district) Saint-Maurice. Leży nad Rodanem.

## Demografia
W Collonges mieszkają 853 osoby. W 2021 roku 18,2% populacji gminy stanowiły osoby urodzone poza Szwajcarią. 